# 小桥水库
小桥水库，位于中华人民共和国山东省青岛市即墨区蓝村镇，小桥河下游。为相邻挪城水库的支流水库。